# Diplopeltula longiceps
Diplopeltula longiceps is een rondwormensoort uit de familie van de Diplopeltidae. De wetenschappelijke naam van de soort is voor het eerst geldig gepubliceerd in 1950 door Gerlach.